# Cantonul Libourne
Cantonul Libourne este un canton din arondismentul Libourne, departamentul Gironde, regiunea Aquitania, Franța.

## Comune
- Arveyres
- Les Billaux
- Cadarsac
- Izon
- Lalande-de-Pomerol
- Libourne (reședință)
- Pomerol
- Saint-Émilion
- Saint-Sulpice-de-Faleyrens
- Vayres